# Hier kommt Bush!
Hier kommt Bush! (That’s My Bush!) ist eine von Trey Parker und Matt Stone produzierte und geschriebene US-amerikanische Sitcom und Satire auf die Amtszeit von US-Präsident George W. Bush und dessen Persönlichkeit sowie der Menschen aus seinem privaten und politischen Umfeld. Die Serie startete im Jahr 2001.
Die Erfinder der Serie, Matt Stone und Trey Parker, warteten drei Monate, ob sie die Serie „Everyone Loves Al“ über Al Gore oder „That’s my Bush“ über George W. Bush drehen würden, abhängig vom Ergebnis der Präsidentschaftswahl. Arbeitstitel war „Family First“. Der englische Originaltitel That’s my Bush müsste eigentlich „Das ist mein Busch“ übersetzt werden. „Bush“ ist im englischen eine übliche Bezeichnung für die Intimbehaarung vor allem bei Frauen. Die Serie sollte viel mehr eine Satire des Sitcom-Genres werden, als George W. Bush zu verspotten. So enthält sie Klischees wie den naiven Ehemann, seine schlauere Frau und einen verrückten Nachbarn.
Obwohl die Sitcom genügend Zuschauerzahlen brachte, wurde sie nach acht Folgen eingestellt, da sie mit etwa 700.000 US-Dollar pro Folge – und damit die teuerste Eigenproduktion von Comedy Central – zu teuer wurde. In der South-Park-Folge „Die Liga der superbesten Freunde“ („The Super Best Friends“) ist die Hier-kommt-Bush!-Besetzung als Zeichentrickfiguren zu sehen. Der Titelsong stammt von Parkers/Stones Band DVDA. Die komplette Staffel erschien in den USA auf DVD.